# Клепаловский сельский совет (Бурынский район)
Клепаловский сельский совет (укр. Клепалівська сільська рада) — входит в состав
Бурынского района
Сумской области
Украины.
Административный центр сельского совета находится в 
с. Клепалы
.

## Населённые пункты совета
- с. Клепалы
- с. Игоревка